# Ԅ
Ԅ, ԅ (в Юникоде называется коми зе) — буква расширенной кириллицы. Использовалась в алфавите В. А. Молодцова. Буква использовалась в письменном виде только в коми языке в 1920 году, где была 11-й буквой по счёту и обозначала звук [zʲ].